# 大千世界
大千世界（羅馬化：tri-sahasra mahā-sahasra lokadhātu，直譯即為三千大千世界），是佛教说明世界组织的情形時所使用的術語。佛教認為每一个小世界（羅馬化：lokadhātu，組成宇宙的要素，羅馬化：cakravāḍa，圍繞小世界的鐵圍），其形式皆同。指由小、中、大等三種「千世界」所成的世界。由小千、中千輾轉集成的大千世界，謂之「三千世界」，或「三千大千世界」。
佛教認為，以須彌山為中心，上自色界初禪，下至大地底下的風輪，其間包括四大洲、日、月、欲界六天及色界梵世天等為一小世界，一千個小世界，名一小千世界，一千個小千世界，為一中千世界，合一千中千世界，上覆以四禪九天及四空天，为一大千世界，一個大千世界，有十億個小世界。
傳統佛教認為一個三千大千世界只是一位佛陀所渡化眾生的世界，由於所有的世間（器世間bhājana-loka/okāsaloka；有情世間sattva-loka/sattaloka；五陰世間saṅkhāraloka）總共有著無數無量的佛陀，所以有無數無量的三千大千世界。然而，有佛學家認為由於世間是有邊際的還是無邊際的這個問題被原始佛教歸類為十四無記之一，因此其或許認為這個問題可能沒有有意義的答案，此外，《大品經》〈序品〉記載説釋尊曾經放出極大的光芒，其宣稱他所放出的光芒所能及的最遠處是東邊的多寶世界，相關經文是「其世界最在邊」這段文字，而《大智度論》的作者在探討空間有沒有邊際這個問題時，表示他認為世界無量一説其實只是方便説。

## 概況
從地獄位置開始，往上一直到大梵天，在極下與極上的空間內，有著一個太陽（日）、一個月亮（月）、一座須彌山，日與月都只在這座山的山腰位置繞行，須彌山自身有一半泡在水中，水下約80,000由旬深，露出水面的也有約80,000由旬高，這是縱軸。
在橫軸上來看，須彌山也是橫軸的軸心位置，往外先有「香水海」，再往外有「金山」，香水海與金山都各有七層，即是「須彌山-->香水海1-->金山1-->香水海2-->金山2」依此類推。而「金山」部分，「金山1」的高度只有「須彌山」的一半高，「金山2」也只有「金山1」的一半高度，依此類推。
在「金山7」的更外圍處有一道「鹹水海」，更之外的環繞則是「鐵圍山」，如此即是一個完整的「小世界」。
| 層次    | 名稱   | 陸上高度  | 水中高度  | 總高度     |
| ------- | ------ | --------- | --------- | ---------- |
| 0(中央) | 須彌山 | 80000由旬 | 80000由旬 | 160000由旬 |
| 1       | 香水海 | ／        | ／        | ／         |
| 2       | 金山   | 40000由旬 | 40000由旬 | 80000由旬  |
| 3       | 香水海 | ／        | ／        | ／         |
| 4       | 金山   | 20000由旬 | 20000由旬 | 40000由旬  |
| 5       | 香水海 | ／        | ／        | ／         |
| 6       | 金山   | 10000由旬 | 10000由旬 | 20000由旬  |
| 7       | 香水海 | ／        | ／        | ／         |
| 8       | 金山   | 5000由旬  | 5000由旬  | 10000由旬  |
| 9       | 香水海 | ／        | ／        | ／         |
| 10      | 金山   | 2500由旬  | 2500由旬  | 5000由旬   |
| 11      | 香水海 | ／        | ／        | ／         |
| 12      | 金山   | 1250由旬  | 1250由旬  | 2500由旬   |
| 13      | 香水海 | ／        | ／        | ／         |
| 14      | 金山   | 625由旬   | 625由旬   | 1250由旬   |
| 15      | 鹹水海 | ／        | ／        | ／         |
| 16      | 鐵圍山 | ／        | ／        | ／         |

根據《阿毘達磨俱舍論》第十一卷的說法，這僅是一個「小世界」的構造，一千個這樣的世界，才稱作「小千世界」；一個「中千世界」，即是由一千個「小千世界」所構成；而一個「大千世界」，即是由一千個「中千世界」所構成。
所謂「三千大千世界」（簡稱：大千世界或三千世界）並不是指「有三千個大千世界」，而是指一個「大千世界」中包含了大千、中千與小千，也可以說是「一千個中千世界」或「一百萬個小千世界」；而一個「三千大千世界」也就是一個佛土、佛國，同時這一個佛土、佛國內會有一尊佛來負責教化與救度工作。

## 細節
每一小世界，其形式皆同，中央有須彌山，透過大海，矗立在地輪上，地輪之下為金輪，再下為水輪，再下為風輪，風輪之外便是虛空。密教五輪塔於此中加火輪，地水火風空從下次第。
須彌山上下皆大，中央獨小，日月即在山腰，四王天居山腰四面，忉利天在山頂，在忉利天的上空有六欲天中的其它四重天：夜摩天、兜率天、化樂天、他化自在天；再上則為色界十八天，及無色界四天。在須彌山的山根有七重金山，七重香水海，環繞之，每一重海，間一重山，在第七重金山外有鹹海，鹹海之外有大鐵圍山。
在鹹海四方有四大洲，即東勝神洲，南贍部洲，西牛賀洲，北俱盧洲，叫做四天下，每洲旁各有兩中洲，數百小洲而為眷屬。如是九山、八海、一日月、四洲、六欲天、上覆以初禪三天，為一小世界。
集一千小世界，上覆以二禪三天，為一小千世界。集一千小千世界，上覆以三禪三天，為一中千世界。集一千中千世界，上覆以四禪九天，及四空天，為一大千世界，集一千大千世界。因為這中間有三個千的倍數，所以大千世界，又名為三千大千世界。

## 相關參見
- 三界
- 阿彌陀經
- 《阿毘達磨俱舍論》

## 外部連結
- 佛教的宇宙觀 （页面存档备份，存于）
- 中國佛教的宇宙結構論
- The Thirty-one Planes of Existence（页面存档备份，存于）
- Cakkavāla輪圍 （页面存档备份，存于）